# Встреча Кеннеди и Хрущёва в Вене
Встреча Кеннеди и Хрущёва в Вене — встреча глав государств, президента Соединённых Штатов Америки Джона Кеннеди и первого секретаря ЦК КПСС Никиты Сергеевича Хрущёва 4 июня 1961 года. Состоялась в столице нейтральной Австрии Вене, во дворце Шёнбрунн.

## Предшествовавшие события
Хрущёв дважды, в 1955 (Швейцария) и 1959 (США) годах, встречался с предшественником Кеннеди Эйзенхауэром, которого пригласил посетить СССР с ответным визитом. Первый в истории визит президента США в Москву планировался в 1960 году, однако поездка Эйзенхауэра в СССР не состоялась после того, как 1 мая 1960 под Свердловском был сбит американский разведывательный самолёт U-2. К концу президентского срока Эйзенхауэра отношения между США и СССР были прохладными.
Вскоре после того, как Джон Кеннеди был избран президентом Соединённых Штатов Америки в ноябре 1960 года, из Москвы к нему стали приходить сигналы о желании Никиты Хрущёва начать диалог с ним. В феврале 1961 года, спустя месяц после вступления в должность, Кеннеди организовал три обсуждения перспектив взаимоотношений США и СССР. В обсуждениях принимали участие госсекретарь США Дин Раск, а также политики, ближе всех знакомые с СССР (среди них — Джордж Кеннан, Аверелл Гарриман). 22 февраля 1961 года Кеннеди подписал письмо Хрущёву с предложением о встрече. 27 февраля 1961 года посол США в СССР Льюэллин Томпсон вернулся с письмом в Москву, но, ввиду того, что первый секретарь находился в длительной поездке по стране, оно было передано ему лишь 9 марта в Новосибирске. В качестве возможного срока встречи Томпсон называл начало мая, а места — Вену либо Стокгольм. Хрущёв высказался за проведение встречи в Вене.
В США и СССР началась подготовка к встрече глав двух государств. В середине апреля 1961 года она временно была прекращена в связи с организованным спецслужбами США проваленным вторжением антикастровских формирований на Кубу. Тем не менее уже к концу апреля подготовка возобновилась. 4 мая 1961 года министр иностранных дел Андрей Громыко официально подтвердил послу Томпсону, что встреча всё же состоится, а 16 мая Кеннеди получил письмо Хрущёва, в котором последний соглашался на встречу. В конечном итоге встреча в Вене была назначена на начало июня.
Не все лица в окружении Кеннеди считали момент подходящим для встречи с Хрущёвым, в частности, среди таких лиц были вице-президент Линдон Джонсон и государственный секретарь США Дин Раск, которые опасались того, что Хрущёв начнёт после провала вторжения на Кубу говорить с «позиции силы». Целью проведения встречи были разрешение вопросов, связанных с Берлинским кризисом, гражданской войной в Лаосе, запрещением испытаний ядерного оружия.

## Встреча
Встреча в Вене состоялась 4 июня 1961 года, переговоры проходили во дворце Шёнбрунн. В начале первой же беседы Кеннеди сказал Хрущёву, что его интерес — обеспечение такого положения, при котором США и СССР могли бы жить в мире. Всю первую беседу заняли беседы о формах соревнования между капитализмом и социализмом, и об историческом процессе мирового развития. Немалую часть своих бесед они посвятили таким же философским вопросам.
Кеннеди убеждал Хрущёва, что в мире сложился баланс сил, и что попытка нарушить статус-кво может стоить очень дорого. Кеннеди признал ошибкой подготовку вторжения на Кубу. Хрущёв ответил:
Ведь Фидель Кастро не коммунист. Но вы своими действиями можете так вышколить его, что он в конечном счете действительно станет коммунистом, и тогда это уже будет ваша заслуга.
Кеннеди говорил, что он верит в возможность мирного сосуществования СССР и США при условии проведения независимой друг от друга политики. Вместе с тем он не разделял убеждённости Хрущёва в обречённости капиталистической системы и неизбежности торжества коммунизма. Хрущёв не хотел идти на сохранение статус-кво по той причине, что в таком случае СССР пришлось бы отказаться от поддержки национально-освободительных движений в развивающихся странах, да и к тому же это противоречило его собственным убеждениям и убеждениям большинства его соратников. К тому же Хрущёву пришлось бы отказаться от требований об изменении статуса Западного Берлина.
Хрущёв приехал в Вену с твёрдым решением решить берлинский вопрос, или, во всяком случае, начать переговоры по нему. Он угрожал заключить мирный договор с ГДР, что означало бы прекращение оккупационного режима и объявление всего Берлина территорией этого государства. Кеннеди же считал, что малейшие уступки по этому поводу будут восприняты как проявление слабости и спровоцируют негативную реакцию правых кругов США и американских союзников. Таким образом, позиция Кеннеди сводилась к оставлению статуса-кво. Кульминации обсуждение берлинского вопроса достигло, когда Никита Хрущёв усмотрел в реплике Кеннеди намёк на возможность начала войны из-за Берлина. Он резко ответил, что СССР войны не начнёт, и что «если вы развяжете войну из-за Берлина, то уж лучше пусть сейчас будет война, чем потом, когда появятся ещё более страшные виды оружия».
Последние переговоры Хрущёва и Кеннеди состоялись наедине. Президент США выразил надежду, что со временем появится возможность обеспечить более удовлетворительное положение в Берлине, чем оно было на тот момент. Хрущёв же объявил о намерении подписать мирный договор с ГДР не позже декабря 1961 года, сказав, что «мы войны не хотим, но если вы её навяжете, то она будет». Кеннеди ответил: «Да, кажется, холодная зима будет в этом году».

## Итоги встречи
Никакие публичные документы по итогам встречи не подписывались.
По воспоминаниям очевидцев, Кеннеди на обратном пути последними словами ругал Хрущёва за жёсткие постановки вопросов. Он сказал тогда:
…Бог свидетель, что я не изоляционист, но кажется чрезвычайной глупостью рисковать жизнью миллионов американцев из-за спора о правах доступа по автобану… или из-за того, что немцы хотят объединения Германии. Должны быть гораздо более крупные и важные причины, чем эти, если мне придется грозить России ядерной войной. Ставкой должна быть свобода всей Западной Европы, прежде чем я припру Хрущева к стенке и подвергну его окончательному испытанию…
Кеннеди продолжил свою политику демонстрации своей решимости не останавливаться перед применением силы для сохранения военного присутствия западных держав в Западном Берлине и свободного доступа туда. 27 июня 1961 года Кеннеди в беседе с зятем Хрущёва Алексеем Аджубеем попросил его передать ему следующие слова:
Я не хочу ввязываться в войну из-за Западного Берлина, но воевать мы будем, если вы односторонним образом измените обстановку… Если я сейчас уступлю или откажусь от занимаемой позиции, конгресс, сенаторы привлекут меня к ответственности и посадят в тюрьму.
Посол СССР в США Меньшиков говорил, что Джон и Роберт Кеннеди — «мальчишки в коротких штанишках», которые лишь храбрятся, а потом дрогнут и отступят. Он был абсолютно уверен, что воевать американцы из-за Берлина не будут. Тем не менее, многие убеждены, что Хрущёв надеялся на то, что Кеннеди будет слабохарактерным политиком, и ошибся в этом, а, занимая на встрече в Вене жёсткую позицию по Берлину, блефовал. Построение Берлинской стены в августе 1961 года означало сохранение существующего баланса сил, и при этом закрепляло положение ГДР, а также позволяло выйти Хрущёву из споров по Берлину с наименьшими потерями для своего международного авторитета.